# Platymantis cheesmanae
Platymantis cheesmanae är en groddjursart som beskrevs av Parker 1940. Platymantis cheesmanae ingår i släktet Platymantis och familjen Ceratobatrachidae. IUCN kategoriserar arten globalt som otillräckligt studerad. Inga underarter finns listade i Catalogue of Life.